# Domingo García
Domingo García è un comune spagnolo di 48 abitanti situato nella comunità autonoma di Castiglia e León.